# Siarka (potok)
Siarka (Siary, Siara) – potok, lewobrzeżny dopływ Sękówki o długości 11,63 km i powierzchni zlewni 27,23 km².
Potok płynie w województwie małopolskim, w Owczarach i Siarach.